# Константинов, Борис Алексеевич
Борис Алексеевич Константинов (27 августа 1934 года, Москва, РСФСР — 30 июля 2012 года, Москва, Российская Федерация) — доктор медицинских наук (1969), профессор (1976), академик РАМН, директор Российского научного центра хирургии РАМН (1988—2009).

## Биография
В 1958 г. окончил Первый Московский медицинский институт им. И. М. Сеченова, а затем — аспирантуру на кафедре оперативной хирургии и топографической анатомии Первого ММИ. В 1962 г. защитил кандидатскую, а в 1969 г. — докторскую диссертацию.
- 1961—1968 гг. — младший, затем — старший научный сотрудник НИИ сердечно-сосудистой хирургии имени А. Н. Бакулева АМН СССР. При его активном участии в НИИССХ им. А. Н. Бакулева было организовано первое в стране специализированное хирургическое отделение для лечения детей с пороками сердца, и Б. А. Константинов стал его первым руководителем.
- 1968—1988 гг. — руководитель отдела хирургии сердца Российского научного центра хирургии АМН (директор — академик Б. В. Петровский),
- 1991—2009 гг. — заведующий кафедрой сердечно-сосудистой хирургии факультета последипломного профессионального образования Первого МГМУ им. И. М. Сеченова,
- 1988—2009 гг. — директор РНЦХ РАМН[2][3].

В 1991 г. — избран членом-корреспондентом, в 1994 г. — действительным членом Российской академии медицинских наук.
Автор 15 изобретений в области кардиохирургии. В 1984 г. им и его учениками сделано открытие новых свойств клапанно-аортального комплекса корня аорты человека, запатентованное в США и Германии. Под его руководством выполнены 28 докторских и 37 кандидатских диссертаций.
По инициативе ученого был организован ряд мероприятий, ставших хорошей традицией в коллективе РНЦХ: проведение Актового дня Центра, приуроченного ко дню рождения основателя РНЦХ академика Б. В. Петровского, с избранием двух почётных профессоров РНЦХ и вручением премии за лучшую диссертацию, ежегодное вручение дипломов «Человек года РНЦХ» и денежной премии лучшим сотрудникам, издание научных сборников «Анналы РНЦХ», «Итоги РНЦХ», выпуск газеты РНЦХ «Хирург».
Являлся членом Президиума Российской академии медицинских наук, президиума Правления Ассоциации хирургов имени Н. И. Пирогова, заместителем председателя Правления Научного общества сердечно-сосудистых хирургов России, членом Международного колледжа хирургов, Международного общества сердечно-сосудистых хирургов, Европейской ассоциации кардиоторакальных хирургов, председателем ученого совета РНЦХ РАМН, членом редколлегии журнала «Грудная и сердечно-сосудистая хирургия».
Похоронен в Москве на Троекуровском кладбище (уч. 10ст).

## Научная деятельность
Разработал технику клапаносохраняющих операций на сердце, создал научно-организационные основы хирургической помощи детям раннего возраста, а также новые оригинальные искусственные клапаны и биопротезы клапанов сердца. Под его руководством разрабатывались новые направления в кардиохирургии: пересадка сердца, лечение сложных врождённых и приобретённых пороков сердца, ишемической болезни сердца и её осложнений, сложных нарушений ритма сердца. С его участием разработан и внедрён в клиническую практику ряд новых операций на сердце при врождённых и приобретённых заболеваниях, созданы новые модели электрокардиостимуляторов.
Под его руководством как руководителя научной программы «Клиническая трансплантология» были выполнены научные исследования, позволившие обосновать показания к операциям у доноров для родственной трансплантации печени, а также оптимального объема трансплантата от живого донора. Выполнены 100 трансплантаций печени и несколько родственных пересадок поджелудочной железы, получены положительные результаты, выражающиеся в хорошей социальной и профессиональной реабилитации пациентов.
Автор более 400 публикаций, в том числе 14 монографий. Среди них:
- «Болезни сердца у детей раннего возраста» (1970),
- «Физиологические и клинические основы хирургической кардиологии» (1981),
- «Оценка производительности и анализ поцикловой работы сердца» (1986),
- «Введение в клиническую трансплантологию» (1993),
- «Хирургия тетрады Фалло» (1995),
- «Первичные опухоли сердца» (1997),
- «Трансфузиология в хирургии» (2000).

## Награды и звания
- Орден «За заслуги перед Отечеством» III степени (1998)[5],
- Орден Дружбы народов (18 августа 1994) — за большой вклад в развитие медицинской науки и подготовку высококвалифицированных специалистов[6],
- орденом Русской православной церкви Преподобного Сергия Радонежского III степени.
- Лауреат Государственной премии СССР (1973) — за разработку методов оперативного лечения врождённых пороков сердца у детей первых недель и месяцев жизни
- Лауреат Государственной премии СССР (1984) — за изобретение и внедрение в практику ксенобиопротезов клапанов сердца
- лауреат премии Правительства РФ в области науки и техники (2001) — за разработку и клиническое применение новых биотехнологий в сердечно-сосудистой хирургии
- Заслуженный деятель науки Российской Федерации (2003),
- лауреат премии РАМН имени Н. И. Пирогова (1998) — за переиздание уникального 4-томного атласа Н. И. Пирогова «Ледяная анатомия»